# Gothawagen

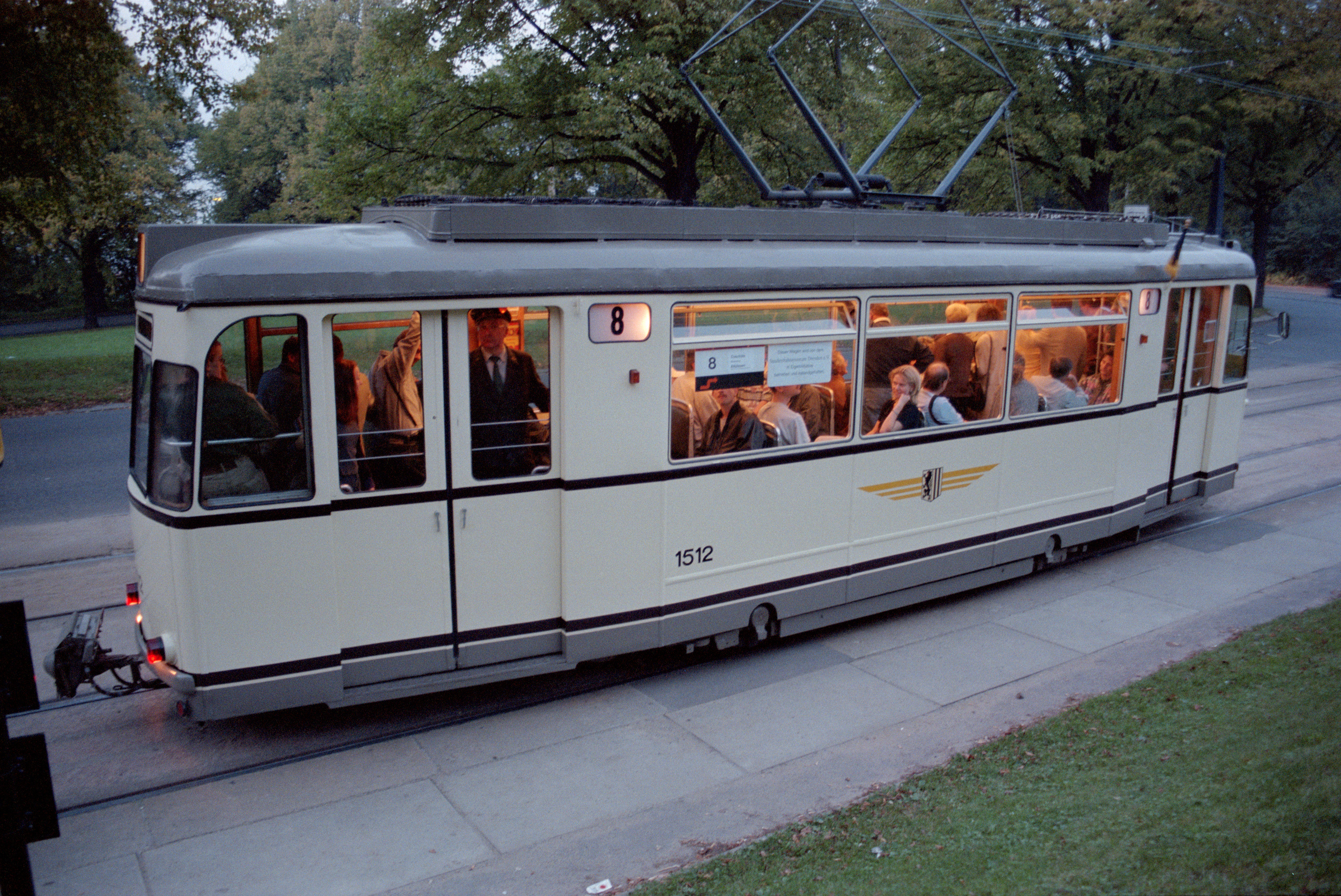
Une ancienne rame, de type T-59E, du tramway de Dresde.

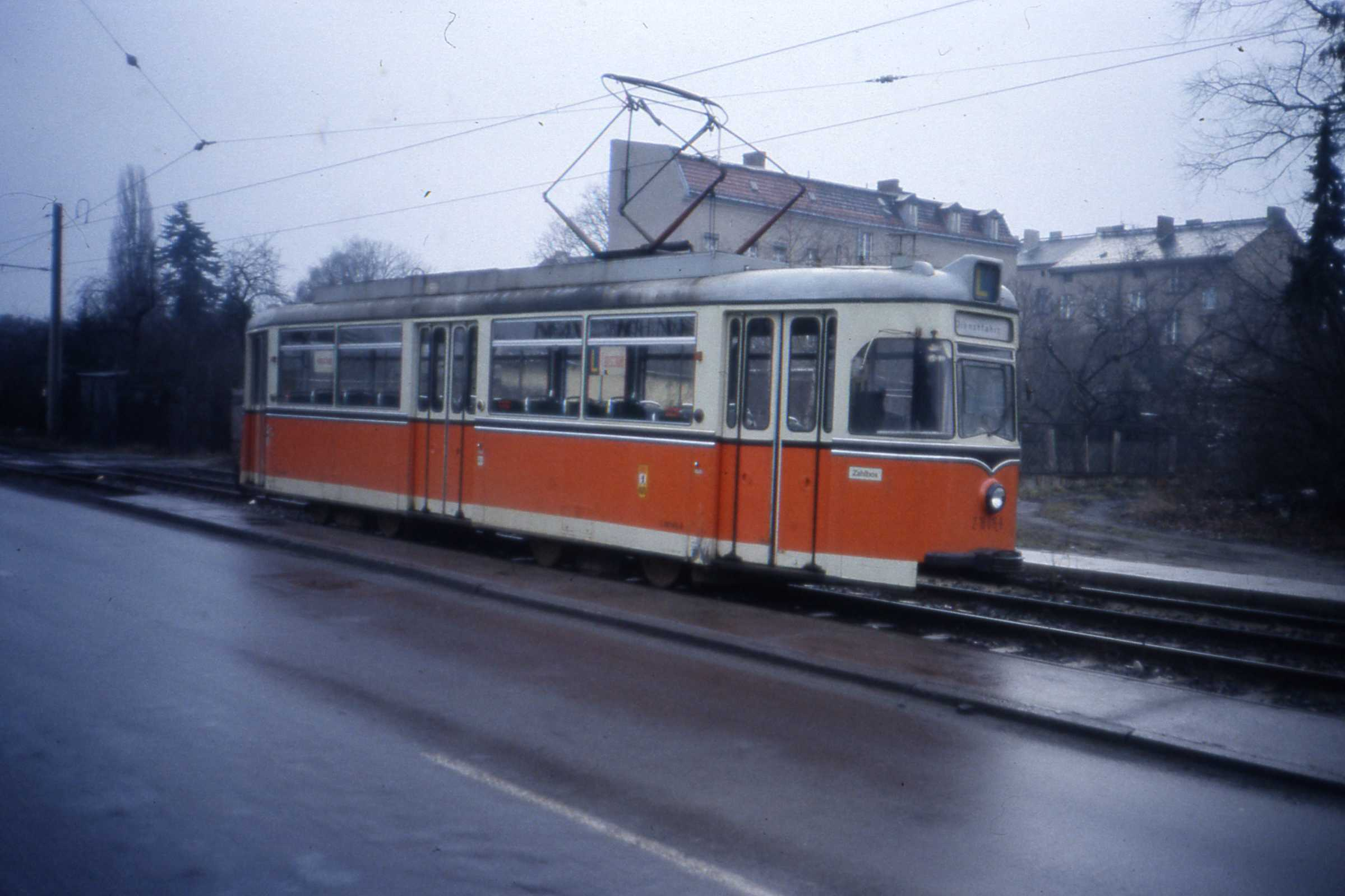
Rame de type T4-62.

Gothawagen est une division du constructeur allemand Gothaer Waggonfabrik spécialisée dans la construction de matériel roulant de tramway. Active de 1957 à 1967, elle a produit des rames de tramway à destination des villes d'Allemagne de l'Est et d'Union soviétique.
Quelques voitures circulent depuis 2003 sur la ligne "nostalgique" T3 du tramway d'Istanbul.

## Liste des modèles
- Zweiachser (voitures à deux essieux)
  - Gotha T-57
  - Gotha T-59E
  - Gotha T2-61
  - Gotha T2-62/T2D
- Gelenktriebwagen (voitures articulées)
  - Gotha G4-61
  - Gotha G4-65
- Großraumtriebwagen (voiture de grand capacité)
  - Gotha T4-62